# Jeff Kenna
Jeffrey ("Jeff") Jude Kenna (Dublin, 27 augustus 1970) is een voormalig voetballer afkomstig uit Ierland. Hij speelde als verdediger en begon zijn profloopbaan in 1990 bij Southampton. Kenna speelde in totaal 27 officiële interlands voor Ierland. Onder leiding van bondscoach Jack Charlton maakte hij zijn debuut voor The Boys in Green op 26 april 1995, toen hij na 84 minuten inviel voor Ray Houghton in de EK-kwalificatiewedstrijd tegen Portugal (1-0) op Lansdowne Road. Kenna won met Blackburn Rovers de Engelse landstitel in 1995.

## Erelijst
Blackburn Rovers
- Premier League

1995